# Vorrei (Mariadele)
Vorrei è il secondo album di Mariadele, pubblicato nel maggio 2000 dall'etichetta indipendente San Marino Performance.
L'album è stato anticipato nell'estate 1999 dal singolo Bellamica e ne sono stati estratti i singoli Vorrei (cover in italiano del brano "I wish" di Gabrielle), So ancora di te, So ancora di te rmx , TVB e Deludermi mai
Nel 2001 ha vinto il "Premio Titano" per il miglior album al XII Festival di San Marino.

## Tracce
1. Mi arrivi - 3:26 - (Saverio Grandi, Nicolò Fragile, Mariadele)
2. So ancora di te - 4:17 - (Saverio Grandi, Renato Droghetti, Mariadele)
3. Vorrei - 4:30 - (Jonathan Douglas, Louisa Bobb - testo italiano di Mariadele, Saverio Grandi)
4. Deludermi mai - 4:05 - (Saverio Grandi, Mariadele)
5. X te - 4:23 - (Saverio Grandi, Mariadele)
6. TVB (ti voglio bene) - 3:31 - (Saverio Grandi, Mariadele)
7. Angelo ribelle - 4:14 - (Saverio Grandi, Marco Giorgi, Mariadele)
8. SMS (mandami un messaggio) - 4:13 - (Saverio Grandi, Mariadele)
9. Presa - 4:31 - (Saverio Grandi, Renato Droghetti, Mariadele)
10. Scivola via con me - 4:21 - (Saverio Grandi, Marco Giorgi, Mariadele)
11. Una storia così - 4:44 - (Saverio Grandi, Mariadele)
12. Bellamica - 3:54 - (Saverio Grandi, Sara Occhipinti, Mariadele)
13. Niente è cambiato - 4:45 - (Antonio Galbiati, Saverio Grandi, Mariadele)
14. Vorrei rmx - 3:36 - (remix di Alex Farolfi)
15. So ancora di te rmx - 3:41 - (remix di Alex Farolfi)

## Musicisti
- Mariadele - voce
- Nicolò Fragile - tastiera
- Cesare Chiodo - basso
- Alfredo Golino - batteria
- Massimo Varini - chitarra
- Gogo Ghidelli - chitarra
- Giorgio Secco - chitarra
- Giuseppe Pini - chitarra
- Faso - basso